# Sabahattin Ali
Sabahattin Ali (25. února 1907 Ardino - 2. dubna 1948 Kırklareli) byl turecký spisovatel a novinář, narozený na území dnešního Bulharska. Se Saitem Faikem Abasıyanıkem je označován za otce moderní turecké povídky. Je řazen k realismu, či sociálnímu realismu, neboť jeho hlavním námětem byly osudy chudých.

## Život
Jeho otec byl osmanský důstojník. Z Bulharska se rodina přestěhovala do Istanbulu, poté do Çanakkale a Edremitu, načež Sabahattin začal studovat učitelskou školu v Balıkesiru. Jeho studia přerušila první světová válka. Později je dokončil na pedagogické škole v Istanbulu, kde v roce 1926 absolvoval a získal certifikát učitele. Poté rok učil v Yozgatu, načež získal stipendium ministerstva národního školství a v letech 1928 až 1930 studoval v Postupimi v Německu. Když se vrátil do Turecka, učil německý jazyk na středních školách v Aydınu a Konyi. V Konyi byl zatčen za báseň, v níž kritizoval Atatürkovu politiku, byl též obviněn z urážky dvou novinářů. Ve vězení strávil několik měsíců, pak byl propuštěn na základě amnestie udělené u příležitosti 10. výročí vyhlášení Turecké republiky. Poté požádal ministerstvo národního školství o povolení znovu vyučovat. To dostal, byť svou věrnost Atatürkovi musel prokázat napsáním básně Benim Aşkım. Spolu s Azizem Nesinem a Rıfatem Ilgazem založil a redigoval populární týdeník s názvem Marko Paşa. V období mezi lety 1941 a 1944 byl jedním ze šéfredaktorů sociologického časopisu Yurt ve Dünya. Byl znovu uvězněn a propuštěn v roce 1944. Po propuštění z vězení měl finanční potíže. Jeho žádost o cestovní pas byla zamítnuta. Rozhodl se proto ilegálně překročit turecko-bulharské hranice, za pomoci pašeráka Ali Ertekina. Při tomto přechodu byl zabit, pravděpodobně Ertekinem. Jeho tělo bylo nalezeno 16. června 1948. Ertekin byl napojený na Národní bezpečnostní službu. Další hypotézou je, že Ertekin Sabahattina předal bezpečnostním službám a byl zabit při výslechu.

### Povídky
- Değirmen (1935)
- Kağnı (1936)
- Ses (1937)
- Yeni Dünya (1943)
- Sırça Köşk (1947)

### Divadelní hry
- Esirler (1936)

### Romány
- Kuyucaklı Yusuf (1937)
- İçimizdeki Şeytan (1940)
- Kürk Mantolu Madonna (1943)

### Poezie
- Dağlar ve Rüzgâr (1934)